# Edificio de Josefa Téllez
El edificio de Josefa Téllez es un edificio de viviendas de la ciudad española de León. 

## Descripción
Se trata de una construcción ubicada en el número 17 de la calle Ancha de León. Fue promovida por Josefa Téllez en 1885, quien encargó la tarea, posiblemente, a Arsenio Alonso Ibáñez, y al igual que otras edificaciones encargadas por la burquesía, conjuga el uso comercial de la planta baja y el residencial de las partes superiores.
En la casa, de estilo neoclasicista, destacan los elementos decorativos de la fachada; esta es simétrica pero con diferencias entre cada planta. Así, los modillones son diferentes en cada piso, al igual que los frisos. Cada balcón de la planta central está presidido por un busto femenino, entre sillares fingidos, abajo, y volutas de vegetación, arriba. Lo más destacado es el chaflán de la esquina con la calle Regidores, que presenta toda la decoración con elementos escultóricos: en la parte superior un óculo avenerado con el busto de Apolo, en el piso central una alegoría de la sed y en la parte inferior un mascarón de Baco.